# Oumvértos Argyrós
Oumvértos Argyrós (en grec moderne : Ουμβέρτος Αργυρός) est un peintre grec né en 1877 (ou 1882, ou 1884) à Kavala et mort en 1963 à Athènes.
Il est un des derniers représentants de l'École de Munich.

Professeur à l'École des beaux-arts d'Athènes, il eut, de 1930 à 1936, pour élève Yánnis Spyrópoulos, un des plus grands peintres grecs abstraits du XXe siècle, ainsi que Yiánnis Móralis.

## Élèves
- Iríni Apérgi